# المبادرة العالمية للطب النفسي
المبادرة العالمية للطب النفسي هي مؤسسة دولية لإصلاح الصحة النفسية شاركت في الحملة ضد إساءة استخدام الطب النفسي في اتحاد الجمهوريات الاشتراكية السوفياتية. تُصنّف تلك المنظمة كمنظمة غير حكومية.يقع مقره تلك المنظمة في هيلفرسوم، كما أن لديها مراكز إقليمية في تبليسي، وصوفيا، وفيلنيوس، ومكتب دولي في دوشنبه.
تعتبر المبادرة العالمية للطب النفسي هي المساهم الرئيسي في تحسين الرعاية النفسية في بلدان الاتحاد السوفيتي السابق وكذلك أوروبا الوسطى والشرقية. وقد وسعت نطاق اهتماماتها، واعتبارًا من عام 2010، شملت مشاريعها بلدانًا عدة في آسيا وأفريقيا ومنطقة البحر الكاريبي.
وتهنم المبادرة أيضًا بإساءة الاستغلال السياسي للطب النفسي في جميع أنحاء العالم ورصد حقوق الإنسان.

## التاريخ
في 20 كانون الأول / ديسمبر 1980 تشكلت في باريس الرابطة الدولية المعنية بالاستخدام السياسي للطب النفسي والتي كان سكرتيرها الأول الدكتور جيرارد بليس من فرنسا. منذ أن حضر بليس المؤتمر المنعقد في هونولولو في عام 1978، أُلهم فكرة إنشاء الحركة ضد استخدام الطب النفسي لأغراض سياسية.هدفت المنظمة إلى مكافحة الاعتداء السياسي على الطب النفسي في الاتحاد السوفيتي من خلال قيادة الجهود داخل منظمات الطب النفسي الوطنية والدولية للقضاء على هذا الاعتداء المنهجي. لم يكن لدى الرابطة الدولية المعنية بالاستخدام السياسي للطب النفسي أي علاقة مع أي مجموعة سياسية ولا مع حركة معارضة الطب النفسي.وجمعت المنظمة مجموعات مستقلة مكرسة لمكافحة الاعتداءات السياسية في استخدام الطب النفسي وتألفت من أطباء نفسيين وناشطين في مجال حقوق الإنسان من كندا وفرنسا والمملكة المتحدة وهولندا وسويسرا، وألمانيا الغربية. وخلال العقدين الأولين من إنشاء الرابطة، تم التحقيق في الاتهامات بالاستغلال القمعي في عدد من البلدان مثل الأرجنتين وبلغاريا، وتشيلي وتشيكوسلوفاكيا وكوبا وألمانيا الشرقية والمجر، ورومانيا، وجنوب أفريقيا، وهولندا ويوغوسلافيا. كما أصدرت الرابطة نشرة إعلامية خاصة بها. وشملت الرابطة اللجان التالية:
1. الفريق العامل المعني بتدخل المعارضين في المستشفيات العقلية.
2. لجنة الأطباء النفسيين الفرنسيينلمكافحة إساءة الاستغلال السياسي للطب النفسي.
3. الرابطة الألمانية لمكافحة الاعتداء السياسي على الطب النفسي.
4. صندوق بودرابنك الدولي.
5. الرابطة السويسرية لمكافحة إساءة الاستغلال السياسي للطب النفسي.

في عام 1986، أصبح روبرت فان فورين الأمين العام للرابطة. بعد تفكك الاتحاد السوفيتي، توقف تمويل الرابطة برئاسة روبرت فان فورين حتى تم اعتماد برنامج التسويات الواسعة، وهو في المقابل الاسم المعاكس للرابطة الدولية لمكافحة إساءة الاستغلال السياسي للطب النفسي، أو مبادرة جنيف للطب النفسي. في عام 2005، تم تغيير اسم المنظمة إلى المبادرة العالمية للطب النفسي. من 1995 إلى 2000، كان رئيس مبادرة جنيف للطب النفسي هو جيمس بيرلي.

## القيادة
يتكون المجلس من المهنيين من نحو عشرين بلدًا. الرئيس التنفيذي للمبادرة العالمية للطب النفسي هو روبرت فان فورين، وهو زميل فخري من الكلية الملكية البريطانية للأطباء النفسيين وعضو شرف في الجمعية الأوكرانية للطب النفسي. في عام 2005، حصل فان فورين على لقب فارس من قبل الملكة بياتريكس ملكة هولندا من هولندا لعمله كناشط في مجال حقوق الإنسان. وهو أستاذ الدراسات السوفياتية وما بعد السوفياتية في جامعة إيليا الحكومية في تبليسي، جورجيا، وفي جامعة فيتوتاس ماغنوس في كاوناس، ليتوانيا.

## النهج
تتبع المبادرة العالمية للطب النفسي نهجًا محليًا لمساعدة المرضى العقليين في البلدان المحرومة في جميع أنحاء العالم. في كلمات ألقاها روبرت فان فورين، فإن فكرة المبادرة هي أن «خدمات الصحة النفسية يجب أن يتم تكييفها محليًا، ومجتمعيًا، ويجب أن تُوجّه نحو المستخدم، وأن تُركز على إبقاء الناس الذين يُعانون من الأمراض العقلية في المجتمع، بدلًا من إخراجها». شاركت المنظمة في إضفاء الطابع المؤسسي على خدمات الصحة العقلية للأطفال في بلدان ما بعد الشيوعية. وتكرس المبادرة جهودها لتدعيم الإصلاحات الضرورية لتنفيذ «رعاية صحية عقلية إنسانية وأخلاقية وفعالة في جميع أنحاء العالم». وكثيرًا ما تكون التقارير المقدمة من المبادرة العالمية بشأن الطب النفسي شاملة وتنظر في خيارات العلاج. وقد نظّمت المنظمة نجاحًا كبيرًا ضد ممارسات الصحة العقلية السيئة في الخارج، وخاصة في الصين والدول الشيوعية السابقة. كما أن مساهمات روبرت فان فورين في إصلاح الطب النفسي الشرعي في دول الاتحاد السوفياتي السابق معترف بها على نطاق واسع.